# HvarTV
Hvar TV je hrvatski televizijski kanal. Prva je otočna televizijska postaja u Hrvatskoj, s otoka Hvara.
Spada u televizijski medij nove generacije. Može se pratiti na YouTubeu. Bavi se otočnim životom u turističkoj sezoni i izvan nje, kad zanimanje tradicionalnih medija znatno opadne.
Osnivači su Maja Zrnić i Jurica Vodanović (tehnički direktor). Uredništvu se poslije pridružio i Srećko Delić - Felix, urednik starogradskog portala Farosweb, jednog od najdugotrajnijih otočnih portala u Hrvatskoj.
Uredništvo se nalazi u konobi u starom dijelu Staroga Grada u predjelu Šiberiji.
Motiv za pokretanje televizije oslikava rečenica autora:
"Bila je zima, puhalo je jugo, more je bilo 5. Na televiziji se moglo čuti tko je kome, zašto i ušto. A nas je zanimalo ko, čo, zoč."

## Vanjske poveznice
- Kanal na YouTubeu